# Hilaire Gravez
Hilaire Benoît Gravez (Gijzegem, 8 april 1889 - Aalst, 3 september 1974) was een Belgisch politicus.

## Levensloop
Tijdens zijn middelbareschooltijd aan het Sint-Jozefscollege in Aalst, behoorde Gravez tot de oprichters van De Witte Kaproenen, een katholieke en Vlaamse studentengilde.
Als student geneeskunde aan de Katholieke Universiteit Leuven was hij in 1911 medestichter van de studentenvereniging Amicitia en was voorzitter van de Oost-Vlaamse afdeling ervan. Hij nam eveneens deel aan de taalgrensactie en aan de acties voor de vernederlandsing van de Rijksuniversiteit Gent en de vernederlandsing van het leger.
Zijn studies werden onderbroken door de Eerste Wereldoorlog, die hij als hulpdokter en officier grotendeels aan het IJzerfront doorbracht. Hij werd er betrokken bij allerhande Vlaamsgezinde activiteiten, mede onder invloed van Frans Daels en Cyriel Verschaeve. Zo werd hij in 1916 lid van het comité van het Secretariaat der Katholieke Vlaamsche Hoogstudenten, was hij in 1916 medestichter van Heldenhulde, een comité dat hulde wilde brengen aan gesneuvelde Vlaamse soldaten en werkte hij mee aan het dagblad Het Vaderland. Vanaf augustus 1917 was hij eveneens hoofdredacteur van het frontblaadje Uit 't Land van Aelst. Ook was hij een actief lid van de Frontbeweging. In 1918 werd hij door de Belgische veiligheidsdienst overgeplaatst naar een instelling voor tuberculose-patiënten in het Franse dorpje Fontgombault.  
Na de oorlog zette hij zijn studies geneeskunde verder aan de Rijksuniversiteit Gent en werd er voorzitter van het Algemeen Vlaamsch Hoogstudentenverbond. Ook werkte hij in het Aalsterse achter de schermen mee aan de samensmelting van de Daensisten en de Frontpartij tot een politieke formatie. Na het afronden van zijn studies vestigde hij zich als arts in Aalst. In juni 1935 was hij in Aalst medestichter van de Vlaams-nationale uitgeverij Dietschland.
Gravez werd politiek actief voor de Frontpartij. Van 1929 tot 1932 was hij voor deze partij lid van de Belgische Senaat voor het arrondissement Aalst-Oudenaarde. Vervolgens was hij van 1936 tot 1939 voor het Vlaamsch Nationaal Verbond senator in het arrondissement Gent-Eeklo. In het parlement ging zijn aandacht naar de belangen van de oud-strijders en de oorlogsslachtoffers. Hij ijverde voor Vlaamse gelijkgerechtigdheid, Vlaamse legerafdelingen, amnestie, Vlaamse technische scholen en de erkenning van het Vlaamse Kruis. Als dokter pleitte hij ook voor maatregelen tegen het alcoholisme en voor de bestrijding van de tuberculose. Bij het behandelen van het wetsvoorstel over de oprichting van de Orde van Geneesheren was hij bijzonder actief in het voorstellen van verbeteringen en aanvullingen. 
Binnen het VNV behoorde hij tot de radicale vleugel die Nieuwe Ordegezind was en Groot-Nederlands dacht. Hij kon zijn ideeën verspreiden als leider van het Algemeen Vlaamsch Nationaal Jeugdverbond, een functie dat hij vanaf oktober 1933 uitoefende. Hij wilde dit jeugdverbond organiseren naar het voorbeeld van de Hitlerjugend. Hij geraakte, door zijn wil om de jeugdbeweging los te houden van de partij, in hevig conflict met partijleider Staf De Clercq die hem in 1938 afzette en verving als 'Diets' jeugdleider door Edgar Lehembre.
Tijdens de Tweede Wereldoorlog liet Gravez zich volledig meeslepen in de collaboratie, overtuigd als hij geworden was dat de toekomst van Vlaanderen lag in een verregaande samenwerking met Duitsland. Hij werd een pleitbezorger van actieve deelname aan de Duitse oorlogsvoering en van integratie in het Groot-Germaanse Rijk. Hij werd lid van de Algemeene-SS Vlaanderen, secretaris-penningmeester van de Zannekin Arbeidersgemeenschap voor Zuid-Vlaanderen en werd in 1943 'ambtsleider voor volksgezondheid' van de DeVlag. In september 1944 vluchtte hij naar Duitsland. Hij werkte er in een ziekenhuis in Lüneburg en als Rode Kruisdokter bij het Vlaamse Jeugdbataljon. Tijdens de laatste stuiptrekkingen van het Duitse leger werd hij in maart 1945 bataljonsdokter voor de Vlaamse Waffen-SS divisie Langemarck, met de graad van Obersturmführer. 
Gevangengenomen, werd hij in 1946 door de krijgsraad van Gent veroordeeld tot een levenslange gevangenisstraf. In mei 1947 werd zijn straf teruggebracht tot acht jaar, maar na beroep van de burgerlijke partijen en de krijgsauditeur werd de straf in oktober 1947 tot tien jaar verhoogd. Hij kwam vrij in mei 1950 en hernam een artsenpraktijk. Met politiek hield hij zich niet meer in, maar aan zijn Vlaams-nationalisme bleef hij vasthouden. Hij werd van 1962 tot 1966 voorzitter en vervolgens erevoorzitter van het Sint-Maartensfonds van Oostfrontstrijders. Hij werd ook voorzitter en erevoorzitter van de Aalsterse afdeling van het Verbond van Vlaamse Oud-strijders.
Bij de eerste uitgave van de Encyclopedie van de Vlaamse Beweging (1973-1975) was hij nog betrokken, door het schrijven van enkele artikels, die behoorden tot degene waar kritiek op kwam omdat ze de collaboratie vergoelijkten of verdonkeremaanden. 
Parallel met zijn politieke activiteiten bleef Gravez arts. In 1934-1936 was hij voorzitter van het Algemeen Vlaamsch Geneesherenverbond. Hij verdiepte zich ook in wetenschappelijk werk en publiceerde over zijn kankeronderzoek, waardoor hij ook in het buitenland bekendheid genoot.  

## Publicaties
- Nieuwe geneeskunde is volksverbonden geneeskunde, z.j.
- De Vlaamsche Frontbeweging. Herinneringen, in: Tijdingen van de Raad van Vlaanderen, 1933.
- Dietsche Levenshouding, in: Deltakamp, 1936.
- Voor een sterke jeugdbeweging, in: Strijd, 1937.
- De weg tot het Groot-Germaansche Rijk, in: De SS man, 1942.